# North Star (Delaware)
North Star es un lugar designado por el censo ubicado en el condado de New Castle en el estado estadounidense de Delaware. En el año 2000 tenía una población de 8.277 habitantes y una densidad poblacional de 467.0 personas por km².

## Geografía
North Star se encuentra ubicado en las coordenadas 39°45′32″N 75°43′56″O / 39.75889, -75.73222.

## Demografía
Según la Oficina del Censo en 2000 los ingresos medios por hogar en la localidad eran de $110,616, y los ingresos medios por familia eran $113,621. Los hombres tenían unos ingresos medios de $81,175 frente a los $46,603 para las mujeres. La renta per cápita para la localidad era de $39,677. Alrededor del 2.4% de la población estaban por debajo del umbral de pobreza.